# Talvivaara
Talvivaara är en dagbrottsgruva i Sotkamo kommun i Kajanaland i östra Finland, drygt 30 km från från kommunens centralort Sotkamo. 
2012 blev nickelgruvan även Europas största urangruva, då man i mars fick rätt att tillvarata det uran som uppkommer som biprodukt, 350–500 ton per år.
Staten tog 2014 över det konkursade gruvbolaget i spåren av stora ekonomiska och miljömässiga problem. 2016 beslutade Finlands regering att förbereda en avveckling av den miljöförstörande nickelgruvan.
Den nuvarande ägaren Terrafame beviljades 2022 miljötillstånd till mars 2030 för gruvdriften och dess utvidgning.

## Filmen Jätten
Miljöskandalen kring gruvan dramatiserades i den finländska spelfilmen Jätten från 2016.